# Rio das Velhas
O rio das Velhas é um curso de água do estado de Minas Gerais. Suas nascentes estão localizadas na cachoeira das Andorinhas, município de Ouro Preto. É o maior afluente em extensão do rio São Francisco, desaguando neste em Barra do Guaicuí, no município de Várzea da Palma.

## Origem do nome
Segundo o escritor Aníbal Machado, nascido em Sabará, esse rio era conhecido pelos índios locais como Uaimií (Waimi'y), e pelos bandeirantes como Guaicuí, de onde vem o nome Barra do Guaicuí para o lugar onde deságua no rio São Francisco. Na língua tupinambá, gwaimi significa 'velho' e o -i/-y final significa 'rio, água', tanto em Guaicuí como em Waimi'y /wai̯miˡʔɨ/.

## Importância histórica

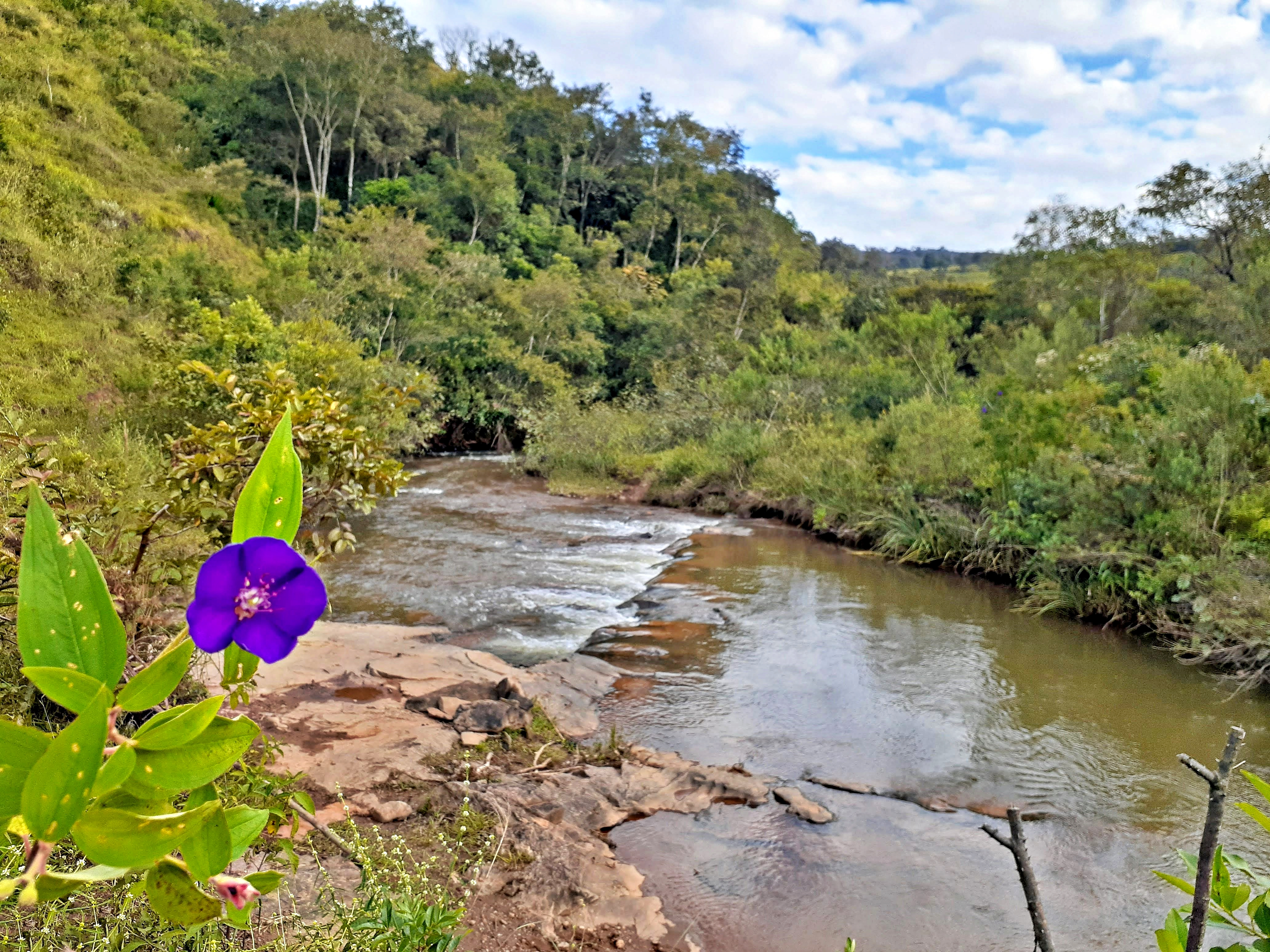
Rio das Velhas próximo a sua nascente no distrito de São Bartolomeu em Ouro Preto.

O rio das Velhas teve grande importância histórica para o desenvolvimento da região central de Minas Gerais, tendo sido um dos principais caminhos através dos quais se desenvolveu o ciclo do ouro. A partir de sua nascente, o rio das Velhas passa por outras cidades históricas da região como Sabará, Santa Luzia e Belo Horizonte.
Pesquisas acadêmicas recentes que indicam que o rio das Velhas pode ter sido o caminho original da descoberta do ouro em Minas Gerais. Por essa teoria, exploradores vindos do nordeste teriam subido ao longo das margens do rio São Francisco e depois do rio das Velhas. É uma rota bem mais longa do que o caminho a partir do Rio de Janeiro ou de São Paulo, mas é um caminho mais natural. Chegando à região central de Minas Gerais, os exploradores descobriram ouro e pedras preciosas. Somente então, sabendo da localização aproximada, os paulistas teriam subido através da mata e das serras, por um caminho muito mais curto, mas também mais árduo e perigoso. A disputa pelas minas existentes na região levou à Guerra dos Emboabas, ao fim da qual a região - antes pertencente à Capitania de São Vicente - foi elevada à condição de Capitania, administrada diretamente pela Coroa portuguesa.[carece de fontes?]

## Situação atual

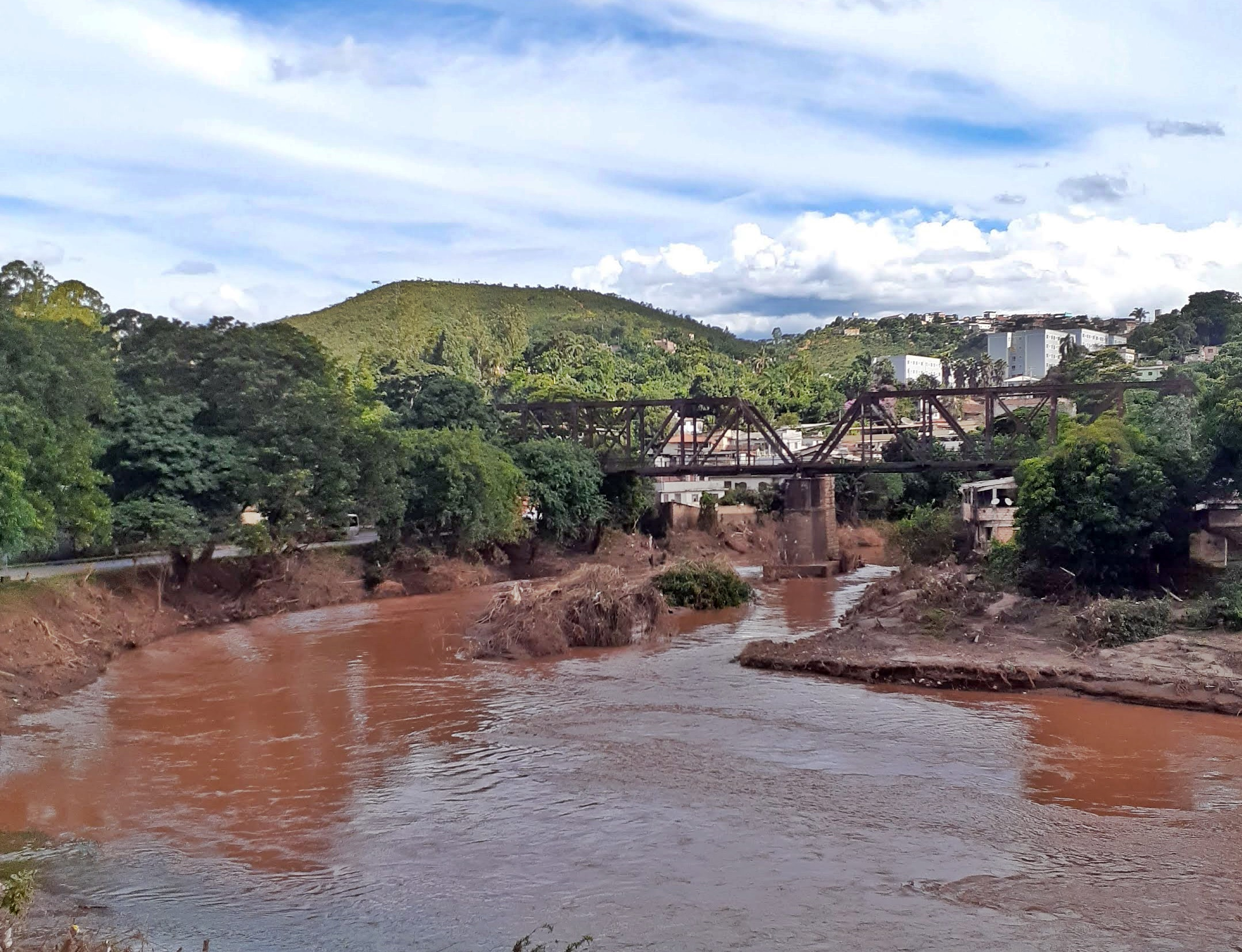
Rio das Velhas no centro histórico de Sabará, próximo ao pontilhão ferroviário do século XIX.

Na Região Metropolitana de Belo Horizonte, o rio das Velhas sofre uma série de interferências. Boa parte do seu volume de água é captado na Estação de Tratamento de Água de Bela Fama. Posteriormente o rio recebe uma grande quantidade de esgoto através de afluentes como o ribeirão Arrudas e o ribeirão da Onça, que atravessam a cidade de Belo Horizonte. A degradação ambiental faz com que o rio das Velhas se apresente em seu trecho mais conhecido como um rio de águas avermelhadas (em grande parte devido à presença de minério de ferro no solo da região), "barrentas", extremamente poluído e assoreado. Praticamente não há vida nas águas do rio ao longo desse trecho.
Devido à sua importância histórica e ambiental, em 1997 foi iniciado o Projeto Manuelzão, idealizado por um grupo de professores da Faculdade de Medicina da Universidade Federal de Minas Gerais. Com o objetivo de trazer de volta a vida à bacia do rio das Velhas, o projeto iniciou uma série de ações para sensibilizar a opinião pública, que vem trazendo resultados através do estabelecimento de políticas públicas municipais e estaduais, e particularmente com controles mais rigorosos para os emissores de poluição instalados ao longo da bacia. O projeto teve a meta ambiciosa de revitalizar o rio das Velhas até o ano de 2010.
Em 2009, o projeto Manuelzão e o Comitê da Bacia Hidrográfica do Rio das Velhas realizaram a 'Expedição pelo rio das Velhas', que percorreu toda a bacia realizando eventos de mobilização e educação ambiental. Na ocasião, foi criada uma rede colaborativa para reunir a participação das pessoas da bacia. Atualmente, a bacia hidrográfica do Rio das Velhas possui um comitê de bacia para propor e ajudar a decidir sobre as políticas e ações a serem implementadas nos rios que a compõem. O comitê faz parte da Política Nacional de Recursos Hídricos do Brasil, implementada com a lei Nº 9.433 de 1997.